# 메이서

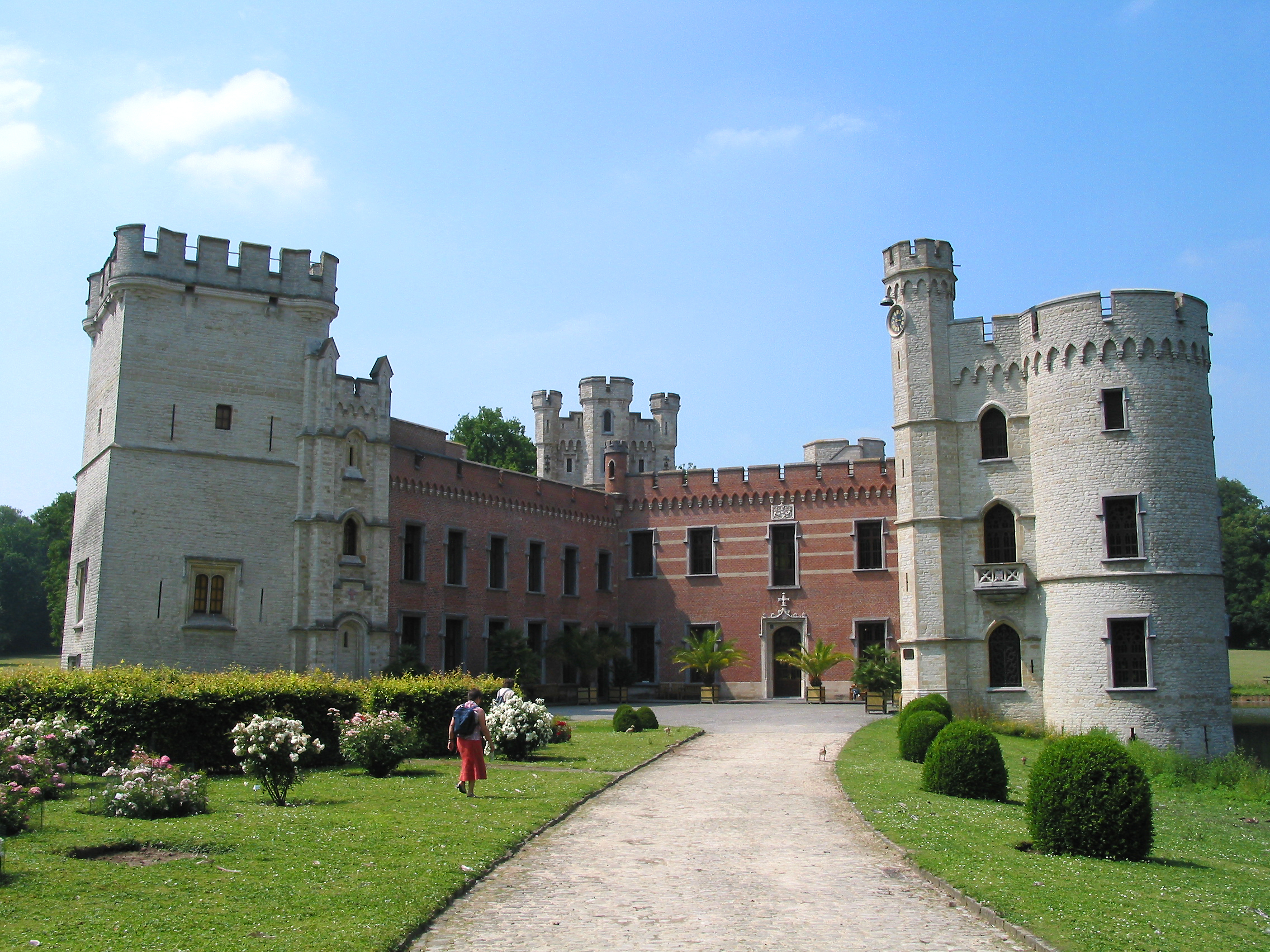
메이서 성

메이서(네덜란드어: Meise)는 벨기에 플랑드르 지역 플람스브라반트주에 위치한 도시로 면적은 34.82km2, 인구는 18,742명(2016년 1월 1일 기준), 인구 밀도는 540명/km2이다.

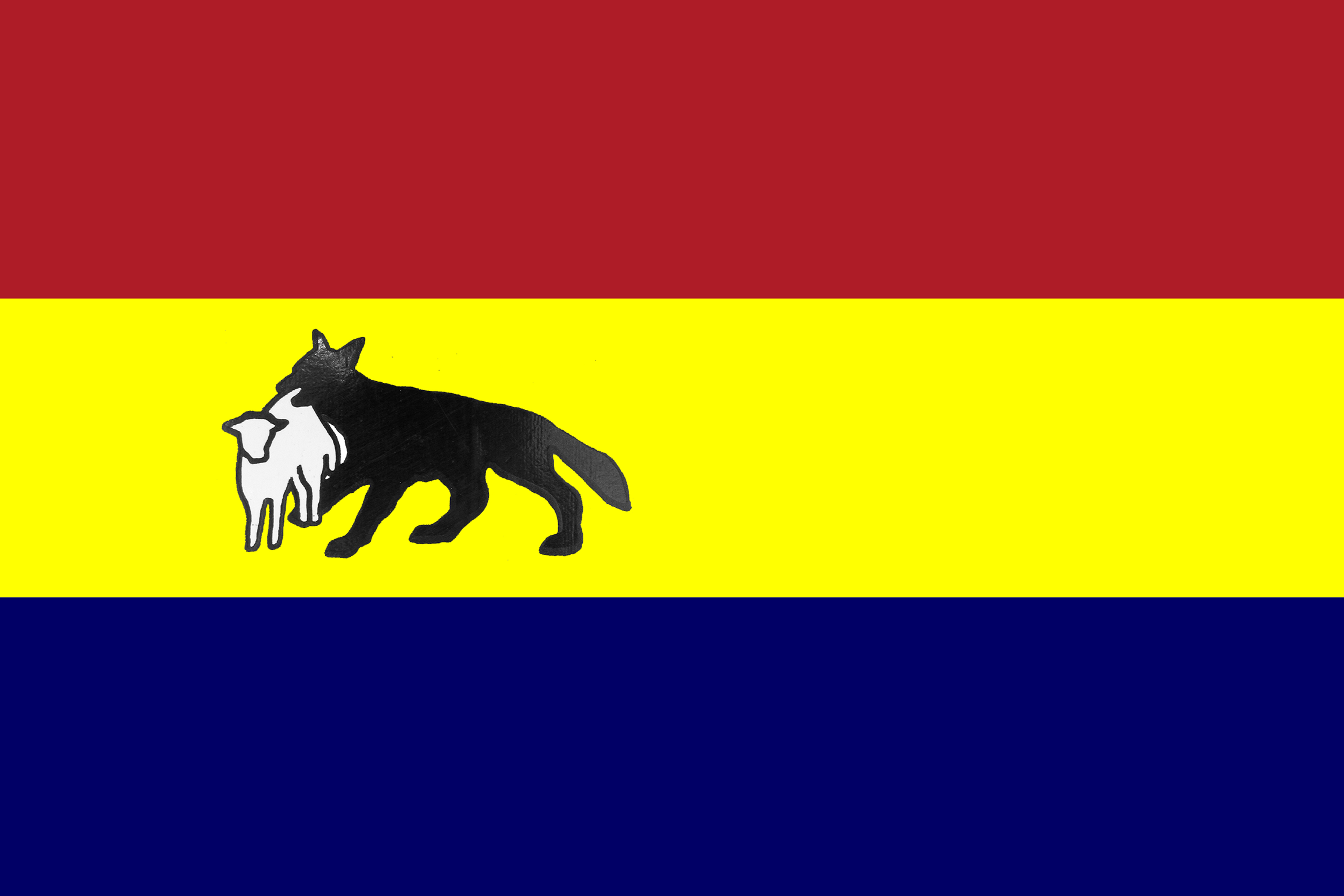
시기
시 문장